# Your Cash Ain't Nothin' but Trash
«Your Cash Ain't Nothin' but Trash» es una canción escrita por el músico estadounidense Jesse Stone. Originalmente, la canción fue interpretada por The Clovers, quienes la publicaron como sencillo en julio de 1954. La canción presentaba a Billy Mitchell como vocalista principal.

## Versión de Steve Miller Band

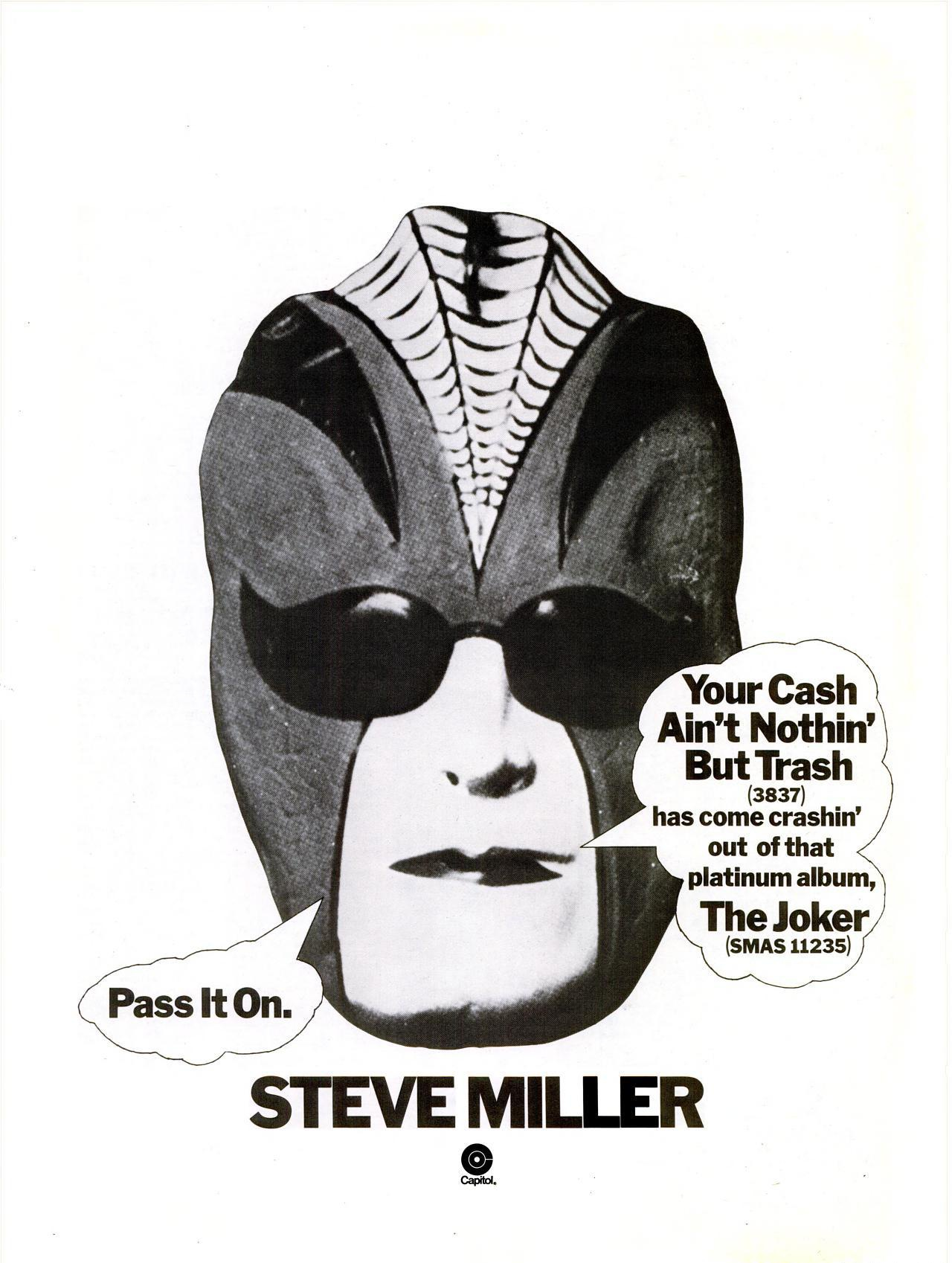
Anuncio comercial del sencillo en Billboard, 16 de febrero de 1974.

En 1973, la banda estadounidense The Steve Miller Band grabó la canción para su octavo álbum de estudio, The Joker. Más tarde, «Your Cash Ain't Nothin' but Trash» fue publicada en febrero de 1974 como el segundo y último sencillo del álbum.

### Recepción de la crítica
Un escritor no especificado de Cash Box comentó: “Steve sigue su éxito de «Joker» con este tema funky que seguramente expandirá aún más sus ya súper seguidores. Steve se mete tanto en esta melodía que incluso puede atraer a un grupo selecto de seguidores de R&B con el tiempo”. Un escritor no especificado de Record World le otorgó el certificado de “Hit of the Week”, y la describió como “una canción de rock dinámica”. Un escritor no especificado de Billboard calificó «Your Cash Ain't Nothin' but Trash» como “una historia poco convencional con silbidos, diálogos hablados y un sonido rítmico de los años 1950. Las letras son tontas, pero Miller suena muy serio al interpretarlas”.

### Lista de canciones
- US 7" single – Capitol 3837[8]

1. «Your Cash Ain't Nothin' but Trash» (Calhoun) – 3:10
2. «Evil» (Miller) – 4:35

### Créditos y personal
Créditos adaptados desde las notas de álbum de The Joker.
Steve Miller Band
- Gerald Johnson – bajo eléctrico
- John King – batería
- Steve Miller – guitarra, voces, armónica
- Dick Thompson – órgano, clavinet

Personal técnico
- Steve Miller – productor
- Jay Ranellucci – ingeniero de audio, mezclas
- Gene Hicks – ingeniero asistente

### Posicionamiento
| Gráfica (1974)                     | Pico de posición |
| ---------------------------------- | ---------------- |
| Canadá (RPM Top Singles)           | 40               |
| Estados Unidos (Billboard Hot 100) | 51               |